# Скомпе (гміна)
Гміна Скомпе (пол. Gmina Skąpe) — сільська гміна у північно-західній Польщі. Належить до Свебодзінського повіту Любуського воєводства.
Станом на 31 грудня 2011 у гміні проживало 5195 осіб.

## Географія
- Річки: Яблонна.

## Площа
Згідно з даними за 2007 рік площа гміни становила 181.28 км², у тому числі:
- орні землі: 44.00%
- ліси: 48.00%

Таким чином, площа гміни становить 19.34% площі повіту.

## Населення
Станом на 31 грудня 2011:
| Опис     | Загалом | Загалом | Чоловіки | Чоловіки | Жінки | Жінки |
| -------- | ------- | ------- | -------- | -------- | ----- | ----- |
| одиниця  | осіб    | %       | осіб     | %        | осіб  | %     |
| все      | 5195    | 100     | 2627     | 50.57    | 2568  | 49.43 |
| міське   | 0       | 100     | 0        |          | 0     |       |
| сільське | 5195    | 100     | 2627     | 50.57    | 2568  | 49.43 |

## Сусідні гміни
Гміна Скомпе межує з такими гмінами: Битниця, Лаґув, Любжа, Сулехув, Червенськ, Свебодзін.